# Antonio Baztán
Antonio Baztán y Goñi (Lodosa, Navarra, 1 de abril de 1848 - Lodosa, 2 de septiembre de 1928) fue un influyente político conservador navarro. Antonio Baztán participó activamente en la vida política navarra de la restauración, como diputado provincial durante 20 años siendo dos veces máximo mandatario de la Diputación de Navarra. Fue gobernador civil de Castellón, Santander, Zamora, Salamanca, Oviedo, Huesca y Alicante. En 1896 se le concedió la gran cruz de la orden del mérito militar con distintivo blanco y en 1916 fue nombrado Gentilhombre de Cámara por el Rey Alfonso XIII.

## Biografía
Antonio Baztán y Goñi era Hijo de Manuel María Baztán y Martínez de Carcar (Lodosa 1801-Dicastillo 1850), Señor de Iriberri (siglo XV), propietario del Mayorazgo de Echat Valles creado en 1507 y alcalde de Lodosa,  y de Lorenza de Goñi y Gante (Palacio de Goñi, Pitillas 1809, Lodosa 1895).

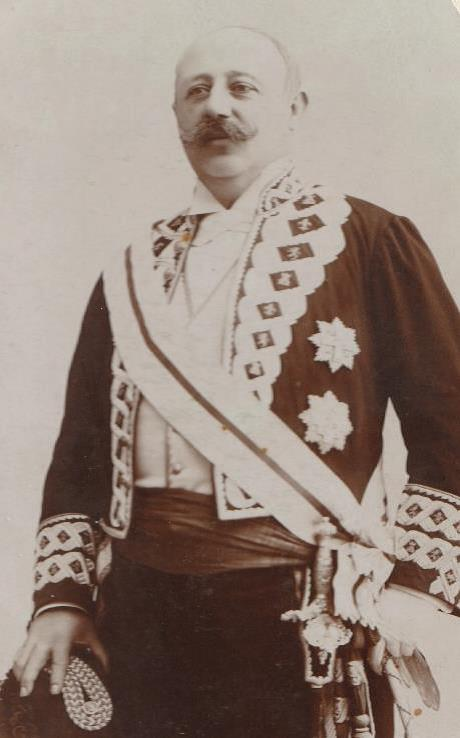

En 1874 con 26 años de edad fue alcalde de la villa de Lodosa. Siendo alcalde le correspondió vivir la tercera guerra carlista y ejerció como capitán de voluntarios con el objetivo de defender la monarquía de Alfonso XII.

Durante la guerra a través de su primo el General Fructuoso de Miguel y Mauleón, Subsecretario de la guerra, entró en contacto Baztán con el General Martínez Campos, ganándose su confianza y amistad, pasando a ser este en adelante su valedor político. Finalizada la guerra le concedieron la cruz de la orden del mérito militar.

En 1882 Antonio Baztán se presentó por primera vez a diputado provincial como conservador por el distrito de Los Arcos resultando elegido frente a Santiago Solano Aguiñiga perteneciente al grupo de los euskaros. Su hermano mayor ya fallecido Francisco Javier Baztán y Goñi, abogado y heredero del Señorío de Iriberri y su palacio, había sido anteriormente diputado provincial en Navarra en 1858, 1868 y 1871 y secretario de la Diputación de 1871 hasta su fallecimiento.

Siendo diputado provincial fallece su esposa Dolores Vergara, dejando un hijo de un año, Francisco Baztán Vergara. Baztán contrajo posteriormente nuevo matrimonio con Carmen Ripa y Larrondo, hermana del también diputado provincial por Pamplona Rafael Ripa y Larrondo y prima del senador Alberto Larrondo y Oquendo.

Terminada la legislatura en 1886 Baztán se presentó de nuevo a las elecciones como adicto por el distrito de Los Arcos frente al candidato igualmente adicto Esteban Pujadas Sainz de Navarrete, batiendo Baztán ampliamente a Pujadas y obteniendo la reelección. Siendo diputado provincial el 29 de octubre de 1889 fue provisionalmente gobernador civil de Navarra.
Tras ocho años de diputado provincial comenzó una nueva actividad como gobernador civil y no se presentó a las elecciones de 1890, solicitando el apoyo para su candidato a dichas elecciones, su pariente Ricardo Gastón, mayor propietario de Lodosa y adscrito como el al conservadurismo, que resultó elegido.

Comenzó como gobernador civil de Castellón en julio de1890 y posteriormente fue nombrado gobernador civil en Santander, donde permaneció seis años.

En 1893 barajó la posibilidad de presentarse a las elecciones a diputado nacional por Estella. Finalmente en febrero del 93 anunció la retirada de su candidatura para evitar hacer la competencia a su correligionario Enrique Ochoa Cintora, cumpliendo con lo solicitado por Cánovas del Castillo.

Durante su estancia como gobernador civil en Santander desarrolló una intensa actividad política apoyando a los españoles desplazados a Cuba y su vuelta a la península lo que le valió la concesión de la gran cruz del mérito militar con distintivo blanco.
En 1889 pasó a ser gobernador de Zamora, Salamanca y Oviedo.

Finalizada su actividad como gobernador de Oviedo Baztán concurrió de nuevo a las elecciones a diputado provincial en 1903 por el distrito de Estella, que desde 1884 englobaba al de Los Arcos, junto con el también conservador Máximo Goizueta y el carlista Ulpiano Errea. Perderá las elecciones reintegrándose cómo gobernador civil de Huesca y Alicante.

Baztán concurrió de nuevo a las elecciones a diputado provincial por el partido conservador en 1907 por el distrito de Estella, junto con el también conservador Máximo Goizueta como ya había pasado en 1903 y el carlista Martínez Alsúa. Contó con el apoyo carlista. Perdió las elecciones y en 1910 volvió a la alcaldía de su pueblo natal Lodosa.

En 1911 abandona la alcaldía y de nuevo se presentó a las elecciones de diputado provincial por Estella por el partido conservador. Acordado con los carlistas, concurrieron solo el carlista Martínez Alsua y él, siendo elegidos ambos por el artículo 29. 

En 1913 Baztán accedió al máximo cargo de la Diputación, Vicepresidente de la misma (el cargo de presidente lo ostentaba el gobernador civil).

Baztán concurrió a las elecciones a diputado provincial en 1915 por el partido conservador contando de nuevo con el apoyo carlista, en confrontación con el independiente proclive a los conservadores Pablo Echeverría Aznarez y el carlista Martínez Alsúa. El 14 de marzo son las elecciones con una participación del 80% y Baztán perdió las elecciones por 11 votos en medio de un gran escándalo por acusaciones de compra de votos, situación que Baztán denuncio a Eduardo Dato. El 22 de abril de 1915 presentó Baztan en la diputación reclamación contra la elección de Echevarría. En diciembre de 1915 Baztán escribió a Romanones, solicitándole que hablase con el ministro de gobernación para que convóquese lo antes posible la vacante de diputado provincial. 

Para la plaza vacante tras la descalificación de Echeverría se convocaron de nuevo elecciones en febrero de 1916. Baztán recibió el apoyo del Conde de Romanones y del partido liberal para su candidatura, y como en otras ocasiones del Duque del infantado el Duque de Alba con intereses en la zona, y el apoyo carlista. Baztán logró una victoria aplastante frente al nacionalista Claudio Armendáriz y resultó elegido diputado y accedió de nuevo al máximo cargo de la Diputación.

En julio de 1917 asistió como Vicepresidente de la Diputación a las reuniones de los representantes de las diputaciones provinciales vascongadas y navarras para tratar de la ampliación de la autonomía de los 4 territorios.

El 6 de junio de 1919, Baztan que contaba con 71 años, se presentó a la reelección a la diputación. Se presentó frente al nacionalista Manuel de Irujo y el carlista Francisco Errea. Finalmente perderá las elecciones frente a Irujo con 267 votos menos en medio de acusaciones de compra de votos. Baztán protestó la elección de Irujo acusándole de compra de votos. Finalmente fue anulada el acta de Irujo.

Las elecciones para cubrir la vacante de Irujo se llevaron a cabo en junio de 1921. Baztán recibió el apoyo carlista por el apoyo de Baztán al carlista Esteban Bilbao en las legislativas de 1920. Baztán perderá las elecciones contra Irujo, que se presentaba por la alianza foral. 

En 1923 se convocan nuevas elecciones a diputado provincial. Baztán, con 75 años, decidirá no presentarse.Manuel Gómez-Acebo y Modet, hijo del marqués de Cortina  y diputado a cortes por Estella decía  que reunidos en Estella los principales elementos del partido dinástico habían decidido a propuesta de Baztán presentar a José María Modet y Mauleon como candidato a diputado provincial a celebrarse en junio. Indicaba que hubieran deseado que fuera Baztán, veterano e infatigable defensor de los ideales dinásticos y españolistas quien se presentara, pero no habían podido convencerle alegando Baztán motivos personales por lo que declinaba la invitación.

Terminadas las elecciones de 1923 con la victoria de Modet, Baztán se retirará a Lodosa. Previamente fue recibido en audiencia por el Rey. El retiro de la vida política activa no impidió a Baztán seguir en contacto con la actividad política en Navarra, manteniendo correspondencia con Romanones de quien recibirá tras el golpe de Primo de Rivera un llamamiento para una asamblea de monárquicos constitucionalistas donde acudirían aquellos para los que no existía otra monarquía que la constitucional y parlamentaria.

Meses después, el 2 de noviembre de 1928 falleció en su casa de Lodosa.